# دنیاگیری جانورزاد
دنیاگیری جانوری، دنیاگیری جانورزاد یا پانزوتیک Panzootic (از واژهٔ یونانی pan به معنی همه + zoion به معنی جانور) یک بیماری اپی‌زوتیک (شیوع بیماری عفونی جانوران) است که در یک منطقه بزرگ (مانند یک قاره) یا حتی در سراسر جهان گسترش می‌یابد. معادل آن در جمعیت‌های انسانی دنیاگیری نامیده می‌شود.
دنیاگیری جانورزای زمانی می‌تواند آغاز شود که سه شرط وجود داشته باشد:
- ظهور یک بیماری جدید برای جمعیت.
- عامل یک گونه را آلوده می‌کند و سبب بیماری جدی می‌شود.
- عامل به راحتی و پایدار در بین جانوران پخش می‌شود.

زیرگروه ویروس آنفلوانزای A H5N1، سویه بسیار بیماری‌زا از آنفولانزا، نخستین بار در جمعیت غاز گوانگدونگ چین در سال ۱۹۹۶ شناسایی شد.
در فوریه ۲۰۰۴، ویروس آنفلوانزای پرندگان در پرندگان ویتنام شناسایی شد، که ترس از ظهور گونه‌های جدید را افزایش داد. بیم آن می‌رفت که اگر ویروس آنفولانزای پرندگان با ویروس آنفلوانزای انسانی (در پرنده یا انسان) ترکیب شود، زیرگروه جدید ایجادشده می‌تواند هم بسیار مسری و هم بسیار کشنده باشد.